# Francisco Fonseca
José Francisco Fonseca Guzmán, plus connu sous le nom de Kikín, est un footballeur mexicain. Il peut jouer soit au poste d'attaquant, soit sur l'aile droite (milieu ou ailier).
Francisco Fonseca est un des plus charismatiques, populaires et aimés des footballeurs mexicains. Il est devenu l'emblème de multiples compagnies grâce à sa notoriété. Il est considéré comme étant un joueur combatif, qui donne tout pour son club et son pays.

## Biographie

### En club
Au début 2005, Kikín Fonseca est transféré au CD Cruz Azul dans l'un des plus gros transferts du championnat mexicain.  Le 27 juillet, il signe un contrat de 4 ans avec le Benfica Lisbonne. Son premier but pour le club portugais, il le marquera de la tête sur une passe de Nuno Gomes, le 21 août 2006 face à CF Belenenses.
Il marquera deux autres buts pour le Benfica en Coupe du Portugal de football face au SC Oliveira do Bairro dans la victoire 5-0 du club portugais.
Il sera transféré après une demi-saison aux Tigres UANL.

### En sélection
Il a marqué 10 buts en 11 matches de qualification pour la coupe du monde 2006, ce qui a fait de lui le 3e meilleur buteur de ces qualifications après Pauleta et Jared Borgetti. Il a aussi marqué 2 buts dans les 4 matches de la Coupe des confédérations.
Le 2 avril 2006, le sélectionneur mexicain Ricardo La Volpe l'appelle en tant que 23e joueur mexicain pour la Coupe du monde de football de 2006, qui se joue en Allemagne. Il marque son premier but dans cette compétition face au Portugal le 20 juin 2006. Il sera même élu Homme du match par la FIFA.